# Oligosacharidy
Oligosacharidy jsou cukry složené z několika (2–10) monosacharidových podjednotek. Mají podobné vlastnosti jako monosacharidy. Z oligosacharidů jsou významné především disacharidy (složené ze dvou monosacharidových podjednotek). Jsou rozpustné ve vodě a mají většinou sladkou chuť.

## Vlastnosti
Obsahují 2–10 monosacharidových jednotek.
Vznikají spojením monosacharidů glykosidovou vazbou = reakce dvou –OH, jejich spojení a odštěpení vody.
| -OH + -OH → H2O + -O- | \| \| \| \| \| \| \| \| |  |
|                       |                         |  |
|                       |                         |  |

Hydrolýzou (např. kyselá nebo enzymatická, sama ve vodě neprobíhá) vznikají monosacharidy.
Největší význam mají disacharidy.
1. redukující cukry
  - obsahují poloacetalový hydroxyl, který je nositelem redukčních vlastností
  - redukují Fehlingovo činidlo, Tollensovo činidlo
  - maltosa, laktosa, všechny monosacharidy
2. neredukující cukry
  - nemají poloacetal, protože je přes něj navázána glykosidová vazba s dalším monosacharidem
  - sacharosa, polysacharidy

## Důležité oligosacharidy
Maltóza
- sladový cukr
- vznik spojením 2 glukosových jednotek
- získává se štěpením škrobu (v potravě enzymem ptyalinem)
- enzym maltasa – štěpí maltosu na glukosu

Laktóza
- mléčný cukr
- vznik spojením glukózy a galaktózy
- v mléce savců
- u některých lidí chybí laktáza → špatné trávení laktózy

Sacharóza
- řepný, třtinový cukr
- glukosa a fruktosa navázány poloacetalovým hydroxylem → neredukující
- nejrozšířenější disacharid, je obsažena ve všech rostlinách
- získává se z cukrové třtiny a cukrové řepy
- bezbarvá, krystalická, dobře rozpustná ve vodě
- zahříváním karamelizuje
- med je směs glukózy + fruktózy, dále obsahuje minerály, vitamíny (glukózu a fruktózu řadíme mezi monosacharidy)
- výroba cukru: řepa → čištění → řezání → difúze sacharosy do vody → čištění → vyvářka, krystalizace